# Miron Romanul
Miron Romanul (nume la naștere: Miron Moise; n. 23 august 1828, Mizieș, România – d. 16 octombrie 1898, Sibiu, Austro-Ungaria) a fost un cleric ortodox român, care a îndeplinit demnitățile de episcop al Aradului și mitropolit al Ardealului.

## Studii
Miron Romanul a urmat cursurile Gimnaziului Român Unit din Beiuș, urmând apoi Liceul Premonstratens din Oradea. Între 1845-1848 a urmat cursurile Institutului Teologic de la Arad. În 1849 va fi angrenat în aparatul administrativ al Episcopiei Aradului, unde va funcționa mai întâi ca vicenotar iar apoi ca notar consistorial. A fost tuns în monahism în anul 1857 la Mănăstirea Hodoș-Bodrog, fiind deja profesor la Institutul teologic din Arad. Tot în 1857 a fost hirotonit ierodiacon, în 1858 protodiacon, în 1862 singhel și în 1864 protosinghel. Tot cam din această perioadă începe colaborarea la diferite reviste: Concordia, Telegraful român, Albina, Federațiunea ș. a. În 1868 mitropolitul Andrei Șaguna i-a încredințat misiunea de a reprezenta interesele confesionale într-o anchetă ordonată de guvern pentru organizarea școlilor poporale, misiune de care s-a achitat onorabil. În 1869 a fost ales deputat dietal și a fost numit inspector general școlar în județul Caraș-Severin. În 1870 a fost ales vicar episcopal și președinte al Consistoriului din Oradea, care pe vremea aceea nu avea episcopie, ci doar un vicariat dependent de episcopia de la Arad. În 1871 a fost înălțat la rangul de arhimandrit, iar în 1873 a fost ales episcop de Arad, unde a fost instalat la 3 februarie 1874. În același an academia teologică din Cernăuți i-a acordat titlul de doctor honoris causa în teologie.

## Cariera
- Secretar, apoi consilier eparhial (1863) la Arad.
- Călugărit în 1857 în mănăstirea Hodoș-Bodrog , in apropiere de Arad, cu numele Miron și hirotonit diacon și preot în 1863.
- Profesor suplinitor la Institutul teologic-pedagogic din Arad, începând cu anul 1857 și titularizat în 1861, până în primăvara lui 1869.[1]
- Inspector școlar al județului Caraș-Severin (1869-1870).
- A fost deputat în Parlamentul din Budapesta (1869).
- Președinte – vicar al Consistoriului ortodox-român din Oradea (1870-1873). În această perioadă a apărut o foaie episcopală cu titlul „Lumina, foaie bisericească, scolastică, literară și economică“, numită pe scurt „Lumina“. Având caracter oficial și fiind publicația Episcopiei, era important ca să ajungă la toți cei interesați, întrucât circularele și hotărârile publicate erau obligatorii pentru clerul ortodox și învățătorii din școlile confesionale. În iulie 1872, cu o lună înainte de apariția primului număr al „Luminii“, o circulară a Consistoriului ortodox din Arad anunța oficial apariția acesteia și invita pe toți cei interesați să se înscrie pe lista abonaților. Circulara, purtând data de 6 iulie, era semnată, în numele Consistoriului arădean, de către Miron Romanul, arhimandrit și vicar episcopal. Achiziționarea foii trebuia să se facă în numele unei îndatoriri morale pe care o aveau clericii și intelectualii români de a se instrui și a fi permanent la curent cu orice noutate.
- La 12/24 nov. 1873 ales episcop la Arad (înscăunat 3 febr. 1874).
- La 21 nov. 1874 este ales arhiepiscop și mitropolit al Ardealului cu sediul la Sibiu (înscăunat la 15/27 dec. 1874), unde a păstorit până la moarte. Păstoria lui Miron Romanul la Sibiu s-a desfășurat în împrejurări grele, deoarece întreg Consiliul arhiepiscopesc era alcătuit din asesori devotați vicarului Nicolae Popea. Abia spre sfârșitul păstoririi sale, mai ales după 1889, când Popea a fost ales episcop la Caransebeș, mitropolitul Miron a putut să-și aducă în jurul său câțiva oameni de încredere.
- Nemulțumirea preoților și a credincioșilor față de mitropolit era determinată de atitudinea sa politică.  În 1881, Mitropolitul din Sibiu, Miron Romanul, condamna revendicările romanilor din  Transilvania și solicita loialitate față de coroana Ungariei, într-o circulară publicată  în Telegraful Român, oficiosul mitropoliei. “Gazeta Transilvaniei”, considera imediat ca mitropolitul ”și-a uitat complet de demnitatea sa de cap bisericesc român, având tendințe contrarii demnității noastre naționale”. La scurt timp, același Miron Romanul publica o altă circulară în care cere alegătorilor să sprijine cu voturile lor pe candidații partidei guvernamentale. Într-o altă circulară se declara indignat de faptul ca ”adunările de popor dau în mod potențial impuls îtr-o directie care trece marginile loialității (față de guvern)”. S-a considerat în acel moment ca Mitropolitul, s-a pus în slujba guvernului unguresc, susținând interesele acestuia, diametral opuse politicii românilor care luptau din răsputeri ca să-și apere legea și limba. În multe orașe ale Transilvaniei s-au exprimat proteste violente împotriva inițiativei sale. Până la urmă, Miron Romanul ș-a înființat în 1884 un “Partid Moderat Român Constituțional”, care aspira să profeseze “credința neînfrântă către Monarh, Patrie și Constituție, respect, supunere și ascultare față de legile sancționate, adică anexarea Transilvaniei de către Ungaria“. Noul partid avea un număr redus de membri, recrutați mai ales dintre românii intrați în aparatul administrativ al statului austro-ungar. Acest partid a fost creat, ca să lupte împotriva “Partidului Național Român”, care milita pentru unire cu țara, dar nu a reușit să spargă unitatea națională a românilor.
- Cu toate acestea, mitropolitul Miron a luptat pentru apărarea autonomiei Bisericii și a școlilor confesionale românești din Transilvania.
- In 1879, a condus la Viena o delegație de ierarhi și membri ai Congresului Național Bisericesc, prezentând împăratului un protest împotriva proiectului de lege al ministrului Ágoston Trefort, care dorea să îndrepte o mare „lipsă“: „Legea din 1868 nu s-a îngrijit destul de învățarea limbii maghiare în școlile poporale“, scăpare care trebuia îndreptată.
- Ca mitropolit, a fost membru în Casa Magnaților din Budapesta, unde a apărat în mai multe rânduri drepturile românilor, în special școlile lor confesionale (1879,1883). În Casa Magnaților (Parlamentul) din Budapesta mitropoliții Miron Romanul și Ioan Vancea au protestat și au înaintat împreună memorii în care se făcea referire la „asasinatul moral al cărui victimă va fi poporul român“. Presa maghiară i-a considerat impertinenți. De altfel, Miron Romanul, în 1883, a luat cuvântul de 28 de ori în Casa Magnaților, la discuțiile asupra unui proiect de lege prin care se preconiza introducerea limbii și literaturii maghiare ca obiect de studiu obligatoriu în gimnaziile românești, iar profesorii erau îndatorați să cunoască temeinic limba maghiară, iar în 1891 a luat cuvântul în Casa Magnaților împotriva unui proiect de lege privind înființarea de grădinițe pentru copiii între 3 și 6 ani, obligați să le frecventeze, în care limba de conversație era cea maghiară.
- La 10 apr. 1896 a dat un "circular" prin care îndemna clerul și credincioșii să nu ia parte la serbările "milenare" ungare.
- Ca profesor de teologie, Miron Romanul a alcătuit câteva manuale didactice, rămase în manuscris, a colaborat la "Telegraful Român"- Sibiu, "Concordia" și "Federațiunea" din Pesta și a activat în “Asociația națională arădeană pentru cultura poporului român".
- A îndrumat activitatea Institutului teologic-pedagogic din Sibiu, a sprijinit numeroși tineri la studii, cărora le-a oferit burse din fundațiile Mitropoliei sau din cele conduse de Mitropolie (ex. Fundația Gojdu), s-au ridicat noi clădiri la Centrul Arhiepiscopesc Sibiu.

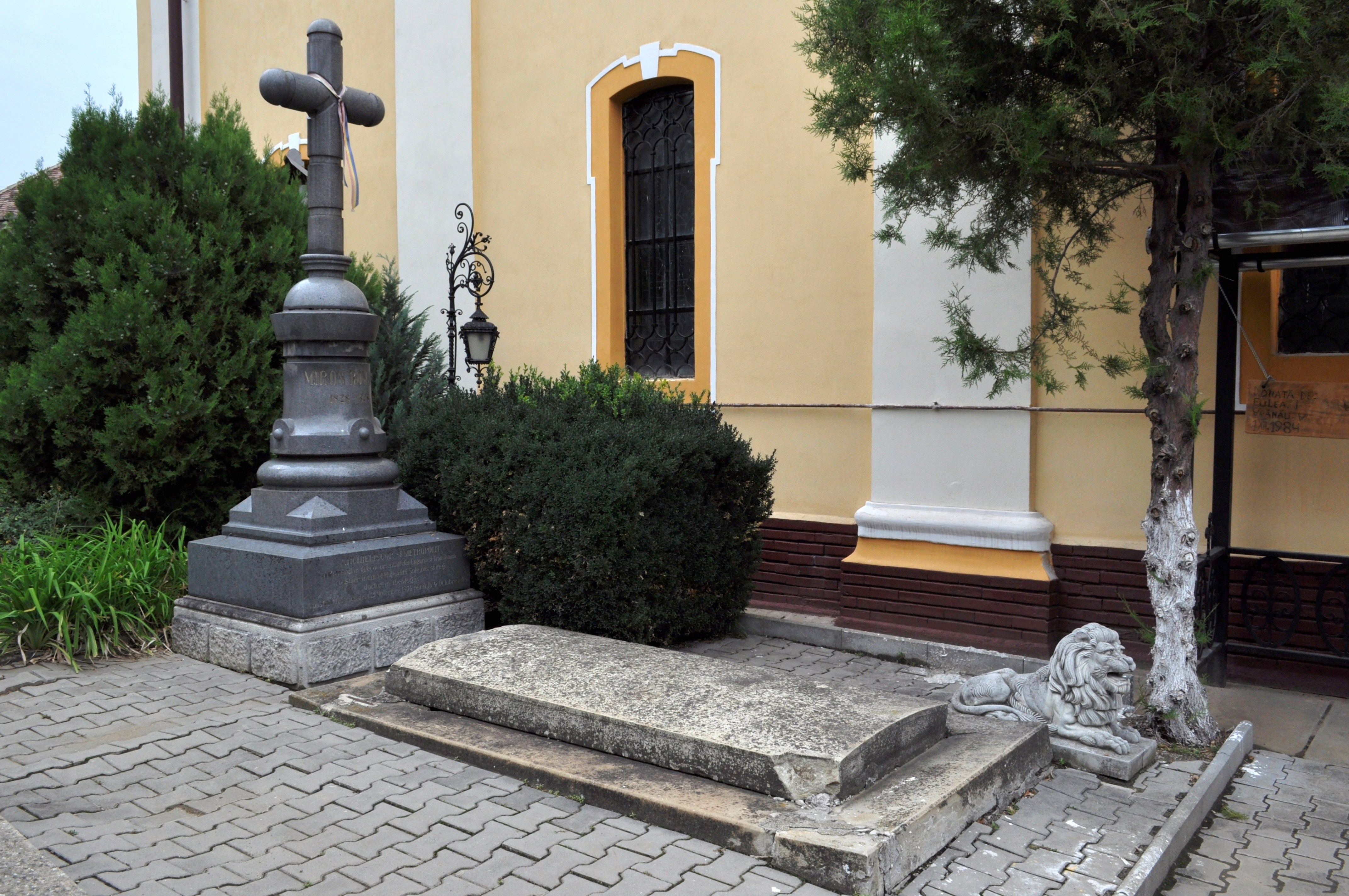
Mormântul mitropolitului Miron Romanul din cimitirul Bisericii "Buna Vestire” din Sibiu

- Miron Romanul a încercat să salveze cât mai mult din autonomia bisericească Ortodoxă, dar inconstanța unora dintre acțiunile sale l-a îndepărtat de mișcarea națională. Într-adevăr, Miron Romanul a protestat împotriva fiecărei legi de maghiarizare, a luat atitudine publică în Parlamentul Ungariei, a încercat să minimizeze, la nivelul administrației școlare-bisericești cât mai multe dintre efectele acestor legi. Dar pe plan politic a susținut fondarea Partidului Moderat guvernamental Român și a intrat în conflict cu mulți fruntași naționali, printre care și V. Babeș și familia Mocioni, cei care îl susținuseră în alegerile de Mitropolit. Spre sfârșitul vieții, atitudinea dârză în chestiunea legii grădinițelor de copii și a legilor căsătoriei civile i-a adus adversitatea guvernului maghiar, existând chiar zvonuri că se pregătea demiterea sa. Acțiunile sale dovedesc că principalul său interes era acela de a salvgarda interesele Bisericii Ortodoxe, pe care o privea ca  credincioșilor, deci integrată Națiunii. Atunci când acest lucru a însemnat asumarea unor principii politice contrare majorității mișcării naționale, Miron Romanul nu a ezitat să-și asume tactica activistă, nu impulsionat de guvernul maghiar, ci ca model personal, căci nu trebuie uitat că înainte de a fi Episcop și Mitropolit el a participat ca deputat român în Parlamentul Ungariei.
- A decedat la 4/16 octombrie 1898 la Sibiu, fiind înmormântat în cimitirul Bisericii "Buna Vestire” din Sibiu, cunoscută și ca Biserica din Groapă.
- În anul 2008, cu ocazia împlinirii a 180 de ani de la naștere, la inițiativa strănepotului mitropolitului, Mircea Roman,  în fața bisericii din Mizieș a fost dezvelit și sfințit bustul lui Miron Romanul al Ardealului.